# Bulbul flavéole
Alophoixus flaveolus
Espèce
Statut de conservation UICN

LC : Préoccupation mineure
Le Bulbul flavéole (Alophoixus flaveolus) est une espèce d'oiseaux de la famille des Pycnonotidae et du genre Alophoixus.

## Répartition et sous-espèces
- A. f. flaveolus — est de l'Himalaya et massif de Purvanchal (en) ;
- A. f. burmanicus — plateau Shan.